# باول روبرتس (لاعب كريكت)
باول روبرتس (12 أكتوبر 1951 - 9 يونيو 1977)  (بالإنجليزية: Paul Roberts)‏ هو لاعب كريكت بريطاني. شارك مع منتخب إنجلترا للكريكت.

## وصلات خارجية
- باول روبرتس على موقع إي آس بي آن كريك إنفو (الإنجليزية)